# No Phun Intended
No Phun Intended es el único EP solista del cantante y compositor estadounidense Tyler Joseph. 
Fue grabado entre 2005 y 2008 en el sótano de Joseph y lanzado por medio digital, este álbum se encontraría disponible hasta 2015 en su cuenta de PureVolume. La fecha de grabación del álbum coincide con el último año de secundaria de Joseph.
Cabe destacar que en el año 2009 se formaría la banda musical estadounidense Twenty One Pilots. Conseguir la copia física de este álbum es muy complicado ya que se hicieron muy pocas copias, las copias que se venden en Internet son vendidas a un precio sumamente elevado, además de ser copias falsas.
Ha habido mucha confusión con este EP debido a que se han relacionado con este canciones que no pertenecen al EP, sino que son singles de Tyler. Originalmente, el EP solamente cuenta con 6 canciones.

## Antecedentes
Este álbum nunca fue lanzado formalmente, y solamente los familiares y amigos de Joseph conservaban un CD, también algunos de los primeros asistentes a las primeras presentaciones de Twenty One Pilots.

## Lista de canciones
Blasphemy
Drown
Hole in the Ground
Save
Taken by Sleep
I Want to Know
Just Like Yesterday
Never Change
Prove Me Wrong
Realize That It's Gone
Tonight
Falling Too
Whisper
TB Saga
Trees
Where Did We Go
I'm A Goner
Hear Me Now

## Datos Adicionales
No se sabe con seguridad el orden original de las pistas del álbum, además de que se dice que varios títulos de las canciones tenían leves cambios en su versión original.
*Son muchos los datos especulativos y falsos respecto al orden y listado de las pistas y también datos respecto a la existencia de canciones, tal es el caso de la supuesta canción "Chords", y la confusión de que supuestamente Chords y Words eran la misma pista, pero nada se sabe de esto al respecto.
La canción "Save" fue vuelta a grabar y estuvo disponible por un tiempo en el sitio web oficial de Twenty One Pilots como descarga gratuita.